# Харків Віктор
Віктор Харків (псевдо: «Хмара»; 8 серпня 1918, с. Немилів, нині Радехівського району Львівської області, Україна — 23 січня 1988, м. Львів) — член ОУН, хорунжий Української повстанської армії, командувач військовою округою УПА ВО-1 «Башта» (11.1943 — 1.09.1944).

## Біографія
Віктор Харків закінчив сільськогосподарську школу у Львові, в 1938 приєднався до Організації українських націоналістів.

### Бойовий шлях у Нахтігалі
В 1939–1941 перебував у Кракові, працюючи в СБ ОУН і військовій референтурі. З травня 1941 року був солдатом 3-ї сотні батальйону «Нахтігаль», з грудня 1941 по грудень 1942 року в 201-му батальйоні Шума. В 1943–1944 вивчав сільське господарство в аграрному ліцеї у Львові.

### Бойовий шлях в УПА
З липня 1943 року Віктор Харків був військовим референтом ОУН у Львові, а з листопада 1943 командувачем ВО-1 «Башта». Чисельно це була найменша ВО в УПА-Захід і діяла вона найкоротший відтинок часу. Частини цієї ВО займалися в основному вишколом, і не вели великих боїв. Перший військовий вишкіл був організований у лютому 1944 в с. Зарудці Жовківського району. В червні бойові групи були об'єднані в реґулярну сотню УПА, яка від 5 липня отримала назву «Холодноярці». Її реорганізували в курінь з двома сотнями: «Холодноярці-1» та «Холодноярці-2», які підпорядковувалися штабу ВО безпосередньо до призначення курінного командира, а в серпні створена третя сотня «Холодноярці-3». 30 серпня формально затверджують курінь «Холодноярці» з чисельним станом 425 вояків.
Наказом КВШ УПА-Захід від 1 вересня 1944 ВО-1 «Башта» розформували і приєднали до ВО-2 «Буг», реформування зайняло близько місяця, до початку жовтня. В 1945 колишній терен ВО-1 і курені «Холодноярці», «Переяслави» стали базою новоствореного 13-го (Львівського) Тактичного відтинку «Розточчя» ВО-2 «Буг».
З вересня 1946 року В.Харків був військовим інструктором ВО-2 «Буг».

### Арешт, табори і подальше життя
Зрештою, в 1946 році його заарештувало НКВС і він був засуджений до 10 років, які провів у таборах в районі Норильська. В 1956, після завершення покарання, Віктор Харків повернувся до Львова, де жив до самої смерті в 1988 році.